# Uniondale (Zuid-Afrika)
Uniondale is een dorp met 4500 inwoners, in de Zuid-Afrikaanse provincie West-Kaap. Uniondale behoort tot de gemeente George dat onderdeel van het district Tuinroute is.
In dit dorp ligt de oude wijk Avontuur.

## Subplaatsen
Het nationaal instituut voor de statistiek, Stats SA, deelt sinds de census 2011 deze hoofdplaats in in zogenaamde subplaatsen (sub place), c.q. slechts één subplaats:
Uniondale SP.

## Geboren
- Jan Christian Heunis (1927-2006), staatspresident van Zuid-Afrika